# 12 février
Pour les articles homonymes, voir Douze-Février.
12 janvier 12 mars
Chronologies thématiques
- Croisades
- Ferroviaires
- Sports
- Disney
- Anarchisme
- Catholicisme

Abréviations / Voir aussi
- (° 1852) = né en 1852
- († 1885) = mort en 1885
- a.s. = calendrier julien
- n.s. = calendrier grégorien
- Calendrier
- Calendrier perpétuel
- Liste de calendriers
- Naissances du jour

Le 12 février est le 43e jour de l'année du calendrier grégorien (il en reste ensuite 322, 323 lorsqu'elle est bissextile).
C'était généralement le 24 pluviôse du calendrier républicain ou révolutionnaire français, officiellement dénommé jour de la traînasse (ou renouée des oiseaux).

## Événements

### IXesiècle
- 881 : le fils de Louis le Germanique et futur Charles III le Gros est couronné empereur d'Occident à Rome.

### XIVesiècle
- 1311 : l'empereur Henri VII de Luxembourg fait face à Milan à une révolte fomentée par les della Torre qui va s'étendre à d'autres villes lombardes[1].

### XVesiècle
- 1429 : de nombreux défenseurs de la ville d'Orléans meurent dans une expédition pour s'emparer d'un convoi de ravitaillement de harengs destinés aux Anglais (« journée des harengs », guerre de cent ans dans sa phase "johannique")[2].

### XVIesiècle
- 1502 : édit royal espagnol ordonnant la conversion forcée ou l'expulsion de Castille et León des Maures, dix années après l'achèvement de la Reconquista[3].
- 1541 : fondation de l'actuelle Santiago du Chili dans la partie hispanisée du Nouveau monde.
- 1593 : victoire coréenne lors du siège de Haengju pendant la guerre d'Imjin.

### XVIIesiècle
- 1668 : un traité de Lisbonne reconnaît l'indépendance du Portugal vis-à-vis de son voisin espagnol.
- 1689 : le Parlement de la Convention déclare que la fuite de Jacques II d'Angleterre en France l'année précédente constitue de la sorte une abdication de fait de sa part.

### XVIIIesiècle
- 1733 : James Oglethorpe débarque les premiers colons dans l'actuelle Savannah au sud-est des futurs États-Unis (commémoration de la création de l'État de Géorgie au travers du Georgia Day ci-après in fine).
- 1736 : mariage de Marie-Thérèse d'Autriche et de François-Stéphane de Lorraine en Autriche[4] (fondation de la Maison de Habsbourg-Lorraine).
- 1771 : Gustave III succède à Adolphe-Frédéric sur le trône de Suède.

### XIXesiècle
- 1814, campagne de France : 
  - combat de Nogent-sur-Seine[5] ;
  - bataille de Château-Thierry.
- 1817 : José de San Martín triomphe des forces royalistes à Chacabuco au Pérou[6].
- 1818 : le Chili proclame son indépendance vis-à-vis de l'Espagne.
- 1866 : ultimatum américain à Napoléon III pour le retrait des troupes françaises du Mexique[7].
- 1894 : Attentat du café Terminus par le militant anarchiste Émile Henry, événement fondateur du terrorisme moderne.
- 1895 : victoire japonaise à la bataille de Weihaiwei en Chine[8].
- 1899 : l'Allemagne achète les îles Mariannes, les îles Carolines et les Palaos à l'Espagne.

### XXesiècle
- 1909 : la National Association for the Advancement of Colored People (NAACP) est créée à l'initiative de Mary White Ovington à New York.
- 1912 : le dernier empereur Puyi abdique et Sun Yat-sen proclame la république en Chine.
- 1915 : le soldat Lucien Bersot est condamné à mort pour "faire un exemple de discipline militaire" (Première Guerre mondiale).
- 1924 : quarante séparatistes rhénans sont massacrés dans la petite ville de Pirmasens proche de la frontière française (fin du séparatisme rhénan).
- 1925 : 
  - levée de l'état de siège à Munich et de l'interdiction du Parti national-socialiste des travailleurs allemands (NSDAP) ou parti nazi.
  - Création de la république de Tulé pendant la révolution des indiens Kuna au Panama.
- 1927 :
  - arrivée à Shanghai d'un corps expéditionnaire envoyé par Londres pour protéger ses « concessions britanniques ».
  - Le dictateur Carmona réprime un soulèvement populaire au Portugal.
- 1934 :
  - grève générale en France après les manifestations du 6 février précédent.
  - Début d'une guerre civile autrichienne résultant d'une victoire de forces nationalistes du pays.
- 1938 : l'Allemand Adolf Hitler fixe un ultimatum au chancelier autrichien Kurt Schuschnigg prévoyant notamment la nomination du nazi Arthur Seyss-Inquart au ministère de l'Intérieur et de la Sécurité.
- 1942 : arrivée de l'Afrikakorps allemand d'Erwin Rommel à Tripoli en Libye italienne (guerre du désert dans la seconde guerre mondiale).
- 1946 : début d'une guerre civile grecque.
- 1947 : un accord à Panglong ouvre la voie à l'indépendance de la Birmanie vis-à-vis du Royaume-Uni.
- 1964 : début d'une guerre civile à Chypre.
- 1967 : l'Union soviétique renonce à imposer des restrictions à la circulation des avions alliés dans les couloirs aériens conduisant à Berlin-ouest.
- 1970 : un raid de l'aviation israélienne sur une usine égyptienne de récupération de métaux cause 70 morts parmi les civils.
- 1973 :
  - la République démocratique du Viêt Nam nord libère de premiers prisonniers de guerre américains.
  - accord de cessez-le-feu entre le gouvernement du Royaume du Laos et le Pathet Lao (fin de la guerre civile laotienne).
- 1974 : l'écrivain soviétique prix Nobel de littérature Alexandre Soljenitsyne est arrêté dans son appartement de Moscou.
- 1979: proclamation d'une République islamique en Iran.
- 1986 :
  - la première ministre britannique Margaret Thatcher et le président français François Mitterrand signent à Lille un document officialisant le projet de construction d'un tunnel sous la Manche dont la réalisation doit durer 7 ans et consistera en un double tunnel foré où voitures et camions seront transportés par des navettes ferroviaires les shuttles.
  - Un Américain de 86 ans Andrija Artuković est extradé vers la Yougoslavie pour des crimes commis durant la Seconde Guerre mondiale de 1939-45.
- 1987 : l'agence soviétique Tass rapporte que le célèbre roman interdit depuis 30 ans en Union soviétique Le Docteur Jivago du dissident Boris Pasternak sera publié pour la première fois dans le pays l'année suivante.
- 1989 : émeutes contre Les Versets sataniques de l'écrivain Salman Rushdie à Islamabad au Pakistan.
- 1992 : entrée en vigueur du pluralisme politique en Mongolie extérieure.
- 1996 : Yasser Arafat devient président de l'Autorité palestinienne en Cisjordanie et dans la bande de Gaza.
- 1998 : le Vatican annonce la libération de 200 prisonniers politiques à Cuba.
- 1999 : le Sénat américain innocente le président Bill Clinton dans l'affaire Lewinsky.

### XXIesiècle
- 2002 : ouverture du procès de l'ancien président de Serbie accusé de crimes de guerre et de crimes contre l'humanité Slobodan Milošević devant le Tribunal pénal international pour l'ex-Yougoslavie (TPIY) situé à La Haye aux Pays-Bas.
- 2013 : troisième essai nucléaire nord-coréen consécutif largement condamné par la communauté internationale, après ceux de 2006 et de 2009 qui l'avaient peut-être moins été.
- 2017 : 
  - Frank-Walter Steinmeier est élu 12e président de la République fédérale d'Allemagne.
  - Gurbanguly Berdimuhamedow est réélu président du Turkménistan avec 98 % de voix en sa faveur[9].
- 2023 : 
  - en Allemagne, pour la première fois depuis 1999, les chrétiens-démocrates devancent les sociaux-démocrates aux élections régionales à Berlin, sans pour autant faire perdre aux partis de la coalition au pouvoir leur majorité en sièges[10].
  - à Chypre, Níkos Khristodoulídis remporte l'élection présidentielle[11].
- 2025 : en Roumanie, démission du président Klaus Iohannis ; le président du Sénat, Ilie Bolojan assure l'intérim jusqu'à l'élection présidentielle prévue en mai[12].

## Arts, culture et religion
- 1049 : début du pontificat de saint Léon IX qui s'achèvera en 1054.
- 1835 : première du drame en trois actes et prose Chatterton d'Alfred de Vigny à la Comédie-Française.
- 1914 : élection du philosophe Henri Bergson à l'Académie française à Paris.
- 1922 : intronisation du pape Pie XI.
- 1924 :
  - première à New York de Rhapsody in Blue de George Gershwin ;
  - le sarcophage de l'ancien pharaon Toutânkhamon est ouvert, quinze mois après sa découverte en Égypte par l'équipe de l'Anglais Howard Carter.
- 1931 : début de Radio Vatican inaugurée par le pape Pie XI dont le premier émetteur est équipé par l'inventeur de la radio Guglielmo Marconi.
- 1947 : le couturier normand Christian Dior présente sa collection surnommée « New Look » avenue Montaigne à Paris 8è.
- 1954 : première de La Légende de la fleur de pierre (Skaz o kamenom cvetke) de Sergueï Prokofiev au Théâtre Bolchoï de Moscou.
- 1968 : début de protestations menées par François Truffaut, Claude Jade ou Jean-Pierre Léaud en faveur de Henri Langlois et "sa" Cinémathèque française à Paris "pré-mai '68".
- 1972 : première de l'émission télévisée culturelle française Le Grand Échiquier de Jacques Chancel.
- 1994 : Victoria Matthews devient la première femme évêque de l'Église anglicane à Toronto au Canada[13].
- 1997 : Lucy Winkett (en) devient à 28 ans la première femme prêtre anglicane nommée par le doyen de la cathédrale Saint-Paul de Londres[14].
- 2001 : le gouvernement du Québec annonce que 14 millions de dollars seront investis pour aménager la Cité des arts du cirque sur le site de l'ancienne carrière Miron à Montréal.
- 2005 : présentation de l'œuvre du couple formé par Christo et Jeanne-Claude The Gates, un parcours de 37 kilomètres ponctué de 7 500 portiques à travers Central Park à New York.
- 2016 : rencontre historique à Cuba entre le pape François et Cyrille, patriarche de Moscou et de toutes les Russies[15].

## Sciences et techniques
- 1772 : le navigateur breton Yves Joseph de Kerguelen de Trémarec aperçoit les îles aujourd'hui françaises qui portent son nom aux confins des océans Indien et Glacial Antarctique[16].
- 1879 : ouverture de la première patinoire artificielle d’Amérique du Nord au Madison Square Garden à New York[17].
- 1892 : Léon Bouly dépose à environ 30 ans un brevet no 219 350 pour une « Caméra Cinématographe ».
- 1914 : Mary Phelps Jacob dépose un brevet de soutien-gorge.
- 1941 : un homme est soigné avec de la pénicilline pour la première fois.
- 1954 : une étude américaine met en évidence le lien entre la consommation de tabac et certains cancers.
- 1961 : lancement d'une station interplanétaire en direction de la planète Vénus par les Soviétiques.
- 2001 : la sonde NEAR Shoemaker lancée par la NASA se pose en douceur sur la surface rocheuse de l'astéroïde (433) Éros après un voyage de 3,2 milliards de kilomètres parcourus en cinq années.
- 2004 : des chercheurs sud-coréens annoncent avoir réussi à produire un embryon humain par clonage et à en tirer des cellules souches qui pourraient permettre d'obtenir à terme des traitements sur mesure contre des maladies comme le diabète ou la maladie de Parkinson.
- 2005 : premier lancement réussi d'un vol 164 d'Ariane 5 ECA avec les satellites XTAR-EUR, Sloshsat et Maqsat-B2 depuis le centre spatial guyanais de Kourou en France ultra-marine et amazonienne d'Amérique du Sud.
- 2009 : mission spatiale américaine Discovery STS-119 en direction de la Station spatiale internationale l'I.S.S.

## Économie et société
- 1783 : nième tremblement de la terre de Haïti.
- 1865 : fondation de la Société centrale de sauvetage des naufragés.
- 1894 : l'anarchiste Émile Henry lance une bombe au café "Terminus" de la gare Saint-Lazare à Paris.
- 1909 : création aux États-Unis de la National Association for the Advancement of Colored People (association nationale pour le progrès des droits civiques des gens de couleur).
- 1910 : une loi est votée en France pour la retraite à soixante-cinq ans.
- 1924 : Calvin Coolidge est le premier président américain à prononcer un discours politique à la radio.
- 1929 : incendie de l'hôtel de ville de Leyde aux Pays-Bas.
- 1932 : arrivée à Pékin de la croisière jaune d'André Citroën qui a ouvert la « Route de la soie » à la circulation automobile pendant près d'une année.
- 1950 : création de l'Union européenne de radio-télévision.
- 1968 :
  - le Français Jean-Claude Killy gagne la deuxième de ses trois médailles d'or des JO d'hiver "en son jardin" (d'hiver) de Grenoble (descente, slalom géant et slalom spécial).
  - un avion Vickers Viscount d'Air Rhodesia s'écrase à Kariba en tuant ses 57 passagers et membres d'équipage.
- 1984 : Paul Hildgartner remporte la médaille d'or des J.O. d'hiver en luge individuelle 12 ans après son titre en luge biplace avec Plaikner.
- 1985 : le dollar américain atteint la cote record de 10 francs à la bourse de Paris.
- 1988 : Sabri al Banna dit Abou Nidal est condamné par contumace à la suite de l'attentat commis en décembre 1986 à l'aérogare de Rome.
- 1993 :
  - deux garçons dénommés Robert Thompson et Jon Venables et âgés de 10 ans enlèvent le petit James Bulger de 2 ans dans un centre commercial de Liverpool en Angleterre, le battent à mort et l'abandonnent sur une voie ferrée pour le mutiler.
  - La société "Vandamme-La Pie Qui Chante" présente un « Carambar » record du monde de 212 kg et 4,05 m de long.
- 1994 :
  - ouverture des XVIIes Jeux olympiques d'hiver à Lillehammer en Norvège.
  - Une explosion détruit des réservoirs de pétrole de contrebande à Port-au-Prince en Haïti.
- 1996 : un carambolage dû au brouillard et impliquant quelque trois cents véhicules entraîne 15 morts sur l'autoroute A4 Milan-Trieste du nord de l'Italie[18],[19].
- 1997 : Hicham El Guerrouj porte le record du monde indoor du mile à 3 min 48,45 s.
- 2000 : Jenny Thompson porte le record du monde féminin du 100 m en nage papillon à 56,80 s.
- 2002 : 
  - un avion de ligne iranien s'écrase dans les montagnes enneigées de l'ouest du pays près de Khorramabad avec cent dix-neuf personnes à son bord.
  - La Française Carole Montillet remporte la descente des JO de Salt Lake City dans l'État fédéré américain de l'Utah.
  - Le comité Miss France de Madame Geneviève de Fontenay soutient financièrement la campagne électorale d'Arlette Laguiller de Lutte ouvrière.
  - L'ancien ministre socialiste français aux Affaires sociales René Teulade est interpellé dans le cadre d'une enquête sur la mutuelle de retraite de la fonction publique.
- 2003 :
  - le Premier ministre français Jean-Pierre Raffarin a recours à l'article 49 alinéa 3 de la Constitution de la Ve République à l'Assemblée nationale du Parlement (pour tenter de faire voter plus facilement une réforme des modes de scrutins).
  - Jean-Claude Bonnal dit « le Chinois » est condamné par la cour d'assises de Paris à dix-huit années de réclusion criminelle pour le braquage d'un bureau de change au Printemps-Haussmann à Paris qui y avait blessé dix personnes en novembre 1998.
  - L'Américain Bode Miller remporte le slalom géant des championnats du monde de ski alpin disputé à Saint-Moritz dans le canton suisse des Grisons.
  - Hausse brutale d'impôts à l'origine d'émeutes provoquant seize morts à La Paz en Bolivie.
- 2004 : les poupées Barbie et Ken sont séparés par leur fabricant de jouets "Mattel"[20].
- 2007 : début du procès de la catastrophe du naufrage et de la marée noire du pétrolier Erika près du littoral atlantique de la France lors du passage de la tempête "Lothar" de fin décembre 1999.
- 2009 : Le vol Colgan Air 3407 s'écrase à cause d'une erreur de pilotage. Les 49 personnes à bord meurent ainsi qu'une personne au sol.

## Naissances

### XVIesiècle
- 1567 : Thomas Campian, médecin, poète et compositeur anglais († 1er mars 1620).

### XVIIesiècle
- 1637 : Jan Swammerdam, naturaliste néerlandais († 17 février 1680).
- 1665 : Rudolf Jakob Camerarius, botaniste allemand († 11 septembre 1721).

### XVIIIesiècle
- 1704 : Charles Pinot Duclos, écrivain et historien français († 26 mars 1772).
- 1787 : Joseph Norbert Provencher, prélat canadien († 7 juin 1853).
- 1788 : Karl von Reichenbach, philosophe et chimiste allemand († 19 janvier 1869).
- 1792 : Johann Ludwig Bleuler, peintre suisse († 28 mars 1850).
- 1800 : John Edward Gray, zoologiste britannique († 7 mars 1875).

### XIXesiècle
- 1801 : Saint-Marc Girardin, homme politique et critique littéraire français († 11 avril 1873).
- 1804 : Heinrich Lenz, physicien allemand († 10 février 1865).
- 1805 : Adolphe Delattre, ornithologue français († 3 janvier 1854).
- 1809 :
  - Charles Darwin, biologiste britannique († 19 avril 1882).
  - Abraham Lincoln, 16e président des États-Unis († 15 avril 1865).
- 1813 : James Dwight Dana, géologue, minéralogiste et zoologiste américain († 14 avril 1895).
- 1823 : Louis Deibler, bourreau français († 6 septembre 1904).
- 1828 : George Meredith, poète et romancier britannique († 18 mai 1909).
- 1842 : Anatole Leroy-Beaulieu, historien et essayiste français († 15 juin 1912).
- 1855 : Fannie Barrier Williams, éducatrice américaine et militante pour les droits des femmes († 4 mars 1944).
- 1856 : Hendrik Petrus Berlage, architecte néerlandais († 12 août 1934).
- 1857 : Eugène Atget, photographe français († 4 août 1927).
- 1861 : Lou Andreas-Salomé, femme de lettres allemande († 5 février 1937).
- 1862 : Francis Dhanis, capitaine-commandant de l'armée belge († 16 novembre 1909)
- 1866 : Léon Chestov, écrivain et philosophe russe (+ 19 novembre 1938).
- 1870 : Hugo Stinnes, industriel et un homme politique allemand († 10 avril 1924).
- 1874 : Auguste Perret, architecte français († 25 février 1954).
- 1877 : Louis Renault, inventeur français, pilote de course et chef d'entreprise fondateur de l'entreprise Renault († 24 octobre 1944).
- 1880 : John L. Lewis, syndicaliste américain († 11 juin 1969).
- 1881 : Anna Pavlova, danseuse étoile russe († 23 janvier 1931).
- 1884 :
  - Max Beckmann, peintre et dessinateur allemand († 27 décembre 1950).
  - Alice Roosevelt Longworth, fille du président américain Theodore Roosevelt et veuve de Nicholas Longworth († 20 février 1980).
- 1885 : Julius Streicher, éditeur antisémite allemand († 16 octobre 1946).
- 1887 : Robert Boudrioz, réalisateur, scénariste, journaliste et chansonnier français († 22 juin 1949).
- 1891 : Maurice Yvain, compositeur français († 27 / 28 juillet 1965).
- 1893 : Omar Bradley, militaire américain († 8 avril 1981).
- 1894 : 
  - Charles de Chauton, fonctionnaire et historien local français († 22 juillet 1972).
  - Eugène Chavant, résistant français, Compagnon de la Libération († 28 janvier 1969).
- 1898 : Wallace Ford, acteur américain († 11 juin 1966).
- 1900 : Roger Heim, mycologue et phytopathologiste français († 17 septembre 1979).

### XXesiècle
- 1902 : William Collier Jr., acteur américain († 5 février 1987).
- 1904 :
  - Donald Lambert, pianiste de jazz américain († 8 mai 1962).
  - Étienne Wolff, biologiste français († 18 novembre 1996).
- 1905 :
  - Harry Bellaver, acteur américain († 8 août 1993).
  - Federica Montseny, féministe et anarchiste espagnole († 14 janvier 1994).
  - Édouard Pignon, peintre français († 14 mai 1993).
- 1907 : Joseph Kearns, acteur américain († 17 février 1962).
- 1908 :
  - Jean Effel, dessinateur français († 16 octobre 1982).
  - Jacques Herbrand, mathématicien français († 27 juillet 1931).
- 1909 :
  - Douglas Harding, écrivains anglais († 11 janvier 2007).
  - Zoran Mušič, peintre et graveur slovène de la nouvelle École de Paris († 25 mai 2005).
  - Shin Saburi, acteur et réalisateur japonais († 22 septembre 1982).
- 1912 : Lycette Darsonval, danseuse classique française († 1er novembre 1996).
- 1914 :
  - André Bellec, chanteur français du quatuor des Frères Jacques († 3 octobre 2008).
  - Tex Beneke, saxophoniste, chanteur et chef d’orchestre de jazz américain († 30 mai 2000).
  - Marcel Gili, sculpteur, peintre français († 10 décembre 1993).
- 1915 :
  - Andrew Goodpaster, général de l’armée américaine († 16 mai 2005).
  - Lorne Greene, acteur et producteur canadien († 11 septembre 1987).
- 1916 : 
  - Joseph Alioto, homme politique américain († 29 janvier 1999).
  - Michel de Saint Pierre, écrivain français († 19 juin 1987).
- 1917 :
  - Juanita Cruz, matador espagnol († 18 mai 1981).
  - Guy Cudell, homme politique belge († 16 mai 1999).
  - Dom DiMaggio (en), joueur de baseball américain († 8 mai 2009).
  - Joseph Wresinski, prêtre catholique français fondateur d'ATD Quart Monde († 14 février 1988).
- 1918 : Julian Schwinger, physicien américain, lauréat du prix Nobel de physique en 1965 († 16 juillet 1994).
- 1919 :
  - Russell L. Ackoff, théoricien des organisations américaines († 29 octobre 2009).
  - Forrest Tucker, acteur américain († 25 octobre 1986).
- 1923 : Franco Zeffirelli, réalisateur, scénariste, producteur et acteur italien († 15 juin 2019).
- 1925 :
  - Joan Mitchell, artiste-peintre américaine († 30 octobre 1992).
  - Claude Nicot, acteur, metteur en scène et doubleur vocal français († 17 novembre 2003).
- 1926 : 
  - Irene Camber, escrimeuse italienne championne olympique.
  - Joe Garagiola, Sr., joueur de baseball américain († 23 mars 2016).
- 1927 : Remo Forlani, écrivain, dramaturge, critique de cinéma, réalisateur, scénariste et homme de radio français († 25 octobre 2009).
- 1928 :
  - Heinz Baumann, acteur allemand.
  - Vincent Montana, Jr., vibraphoniste, producteur, compositeur et arrangeur américain († 13 avril 2013).
- 1930 : Arlen Specter, sénateur senior de Pennsylvanie au Congrès des États-Unis († 14 octobre 2012).
- 1931 : 
  - Olivier Dollfus, géographe français († 1er février 2005).
  - Agustín García-Gasco, cardinal espagnol, archevêque émérite de Valence († 1er mai 2011).
- 1932 : Maurice Filion, entraîneur et gérant québécois de hockey sur glace († 28 juillet 2017).
- 1934 :
  - Annette Crosbie, actrice écossaise.
  - Bill Russell (William Felton Russell), joueur de basket-ball professionnel américain († 31 juillet 2022).
- 1935 :
  - Élaine Bédard, mannequin québécois.
  - Françoise Leclerc, écrivaine et poète française.
  - Gene McDaniels, chanteur américain († 29 juillet 2011).
- 1936 :
  - Joe Don Baker, acteur américain.
  - Martial Raysse, plasticien français.
  - Paul Shenar, acteur américain († 11 octobre 1989).
- 1937 :
  - Victor-Emmanuel de Savoie, titré « prince de Naples ».
  - Charles Dumas, athlète américain champion olympique du saut en hauteur († 5 janvier 2004).
  - Hervé Sand, acteur français pensionnaire de la Comédie-Française († 4 juillet 1976).
- 1938 : Judy Blume, écrivaine de nationalité américaine.
- 1939 :
  - Pierrette Brès, journaliste hippique française.
  - Ray Manzarek, musicien américain du groupe "The Doors" († 20 mai 2013).
- 1940 : Richard Lynch, acteur américano-irlandais († 19 juin 2012).
- 1942 :
  - Ehud Barak, dixième premier ministre d'Israël.
  - Terry Bisson, écrivain américain de science-fiction.
  - Pat Dobson (en), lanceur de baseball américain († 22 novembre 2006).
- 1943 : Wolfgang Nordwig, athlète allemand champion olympique de saut à la perche.
- 1945 :
  - Maud Adams, actrice suédoise.
  - Cliff De Young, acteur et chanteur américain.
  - Dupa (Luc Dupanloup dit), scénariste et dessinateur de bandes dessinées belge († 8 novembre 2000).
  - Thilo Sarrazin, politicien, économiste et banquier allemand.
- 1947 : Jean Barzin, homme politique belge wallon († 14 septembre 2018).
- 1948 :
  - Raymond Kurzweil, informaticien américain.
  - Mike Robitaille (en), défenseur de hockey sur glace canadien.
- 1949 :
  - Pierre-Hugues Boisvenu, homme politique québécois.
  - Marion Hänsel, actrice et réalisatrice belge († 8 juin 2020).
- 1950 :
  - Angelo Branduardi, musicien et auteur-compositeur-interprète italien.
  - Steve Hackett, musicien et auteur-compositeur-interprète britannique.
  - Michael Ironside, acteur canadien.
  - Jean-Marc Pastor, homme politique socialiste français.
- 1951 : Rosy Bindi (née Sinalunga), femme politique italienne.
- 1952 :
  - Simon MacCorkindale, acteur, réalisateur, scénariste et producteur britannique († 14 octobre 2010).
  - Michael McDonald, auteur-compositeur-interprète américain de pop-rock.
- 1953 : 
  - Joanna Kerns, actrice et réalisatrice américaine.
  - Thomas Lyttelton, homme politique britannique.
- 1955 : Daniele Masala, pentathlète italien double champion olympique.
- 1956 : Arsenio Hall, acteur et humoriste américain.
- 1957 : Martin Ziguélé, homme politique centrafricain.
- 1958 :
  - Henri Pigaillem, écrivain français et perpignanais.
  - Bobby Smith, joueur de hockey sur glace canadien.
  - Voutch (Olivier Vouktchevitch ou Chapougnot), dessinateur d'humour français.
  - Mel Wesson, compositeur de musiques de films britannique.
- 1959 : 
  - Larry Nance, joueur américain professionnel de basket-ball.
  - Imre Bujdosó, escrimeur hongrois champion olympique.
- 1961 :
  - Deano Clavet, boxeur et acteur québécois.
  - David Graeber, anthropologue et militant anarchiste théoricien de la pensée libertaire (nord-)américaine († 2 septembre 2020).
  - Michel Martelly, musicien, compositeur haïtien et ancien président de la République d'Haïti.
- 1962 : Corinne Benizio dite Shirley, humoriste duettiste du couple « Shirley et Dino » et actrice française.
- 1964 : 
  - Stephen Carter, homme politique écossais.
  - Christophe Jaffrelot, politologue français spécialiste de l'Inde.
- 1965 :
  - Christine Elise, actrice américaine.
  - Mia Frye, chorégraphe américaine.
- 1966 : Tenor Saw, singjay de rub-a-dub et reggae digital († août 1988).
- 1967 : Magdalena Ujma, critique d'art polonaise.
- 1968 :
  - Julie Bertuccelli, cinéaste française.
  - Josh Brolin, acteur américain.
  - Gregory Charles, artiste canadien.
  - Christopher McCandless, aventurier américain († 18 août 1992).
  - Chynna Phillips, chanteuse, compositrice et actrice américaine.
  - Daphné Roulier, journaliste française.
  - Carrie Steinseifer, nageuse américaine championne olympique.
- 1969 :
  - Darren Aronofsky, réalisateur.
  - Veronica Chen, réalisatrice et scénariste argentine.
  - Jean-Pierre Cyprien, footballeur professionnel français.
  - Meja, chanteuse suédoise.
- 1972 :
  - Owen Nolan, joueur nord irlandais professionnel de hockey sur glace.
  - Sophie Zelmani, chanteuse suédoise.
- 1973 : Tara Strong, actrice canadienne.
- 1974 : Toranosuke Takagi, pilote automobile japonais.
- 1975 : 
  - Scot Pollard, joueur de basket-ball américain.
  - Regla Torres Herrera, joueuse cubaine de volley-ball triple championne olympique.
- 1976 : Silvia Saint, actrice de charme.
- 1977 : Liv Sansoz, spécialiste française d'escalade.
- 1978 : 
  - Paul Anderson, acteur anglais.
  - Nono Berocan, homme politique de la République démocratique du Congo.
- 1979 : Jesse Spencer, acteur australien.
- 1980 :
  - Juan Carlos Ferrero, joueur de tennis espagnol.
  - Sarah Lancaster, actrice américaine.
  - Christina Ricci, actrice américaine.
  - Andrew Sullivan, basketteur anglais.
- 1981 : Lisa Hannigan, chanteuse irlandaise.
- 1982 : Jonas Hiller, gardien de but de hockey sur glace suisse.
- 1983 : 
  - Anthony Floch, joueur de rugby à XV international français.
  - Iko Uwais, acteur et artiste martial indonésien.
- 1985 : Tenzin Ösel Rinpoché (Osel Hita Torres dit Lama Ösel), réalisateur espagnol devenu lama bouddhiste (tibétain).
- 1986 : Ronald Gërçaliu, footballeur autrichien.
- 1987 :
  - Jérémy Chardy, joueur de tennis français.
  - Gabriela Marginean, basketteuse roumaine.
- 1988 :
  - Mike Posner, chanteur américain.
  - Nicolás Otamendi, joueur de football argentin.
- 1989 :
  - Josh Harrellson, basketteur américain.
  - Ron-Robert Zieler, footballeur allemand.
- 1990 : 
  - William Hervé, basketteur français.
  - Park Bo-young, actrice sud-coréenne.
- 1991 :
  - Jean-Marc Doussain, joueur de rugby à XV français.
  - Patrick Herrmann, footballeur allemand.
  - Earvin N'Gapeth, joueur français de volley-ball.
  - Morgane Ortin, autrice et éditrice française.
- 1993 :
  - Rafael Alcántara, footballeur hispano-brésilien.
  - Jennifer Lindsay Stone, actrice américaine.
- 1994 :
  - Vincent Couzigou, basketteur français.
  - Jonathan Dibben, cycliste anglais.
  - Alex Galchenyuk, hockeyeur professionnel américano-russe.
- 1995 : Rina Kawaei, actrice japonaise.
- 1999 : Jeenathan Williams, basketteur américain.
- 2001 : Khvicha Kvaratskhelia, footballeur géorgien.

## Décès

### Xesiècle
- 941 : Wulfhelm, archevêque de Cantorbéry (° inconnue mais probablement au IXe siècle).

### XVesiècle
- 1479 : Éléonore Ire de Navarre, reine de Navarre (° 2 février 1425).

### XVIesiècle
- 1538 : Albrecht Altdorfer, peintre allemand (° v. 1480).
- 1554 : Jeanne Grey, reine d'Angleterre pendant neuf jours (° octobre 1537).
- 1590 : François Hotman, avocat français (° 23 août 1524).
- 1595 : Ernest d'Autriche, archiduc gouverneur des Pays-Bas espagnols (° 15 juillet 1553).

### XVIIesiècle
- 1612 : Christophorus Clavius, astronome allemand (° 25 mars 1538).

### XVIIIesiècle
- 1712 : Marie-Adélaïde, princesse de Savoie et dauphine de France consort, mère du roi Louis XV (° 6 décembre 1685).
- 1728 : Agostino Steffani, compositeur et diplomate italien (° 25 juillet 1654).
- 1763 : Marivaux (Pierre Carlet dit), dramaturge et romancier français (° v. 8 / 4 février 1688).
- 1770 : Christopher Middleton, explorateur britannique (° v 1690).
- 1771 : Adolphe-Frédéric de Suède, roi dudit pays (° 14 mai 1710).
- 1798 : Stanislas II, roi de Pologne (° 17 janvier 1732).
- 1799 : Lazzaro Spallanzani, biologiste italien (° 10 janvier 1729).

### XIXesiècle
- 1804 : Emmanuel Kant, philosophe allemand (° 22 avril 1724).
- 1886 :
  - Charles Cabot, auteur dramatique, chansonnier et écrivain français (° 1806).
  - Randolph Caldecott, illustrateur britannique (° 22 mars 1846).
  - Auguste de Cornulier de La Lande, homme politique français (° 23 septembre 1812).
  - Charles Expilly, écrivain, journaliste et administrateur français (° 8 septembre 1814).
  - Pierre-Henri Gérault de Langalerie, évêque français (° 20 février 1834).
  - Jules Jamin, physicien français (° 31 mai 1818).
  - Horatio Seymour, homme politique américain (° 31 mars 1810).
- 1894 : Hans von Bülow, pianiste, chef d'orchestre et compositeur allemand (° 8 janvier 1830).
- 1896 : Ambroise Thomas, compositeur français (° 5 août 1811).

### XXesiècle
- 1915 : Émile Waldteufel, compositeur français (° 9 décembre 1837).
- 1916 : Richard Dedekind, mathématicien allemand (° 6 octobre 1831).
- 1920 : Aurore Gagnon, enfant martyre québécoise (° 31 mai 1909).
- 1929 : Lillie Langtry, actrice et chanteuse britannique (° 13 octobre 1853).
- 1933 : Henri Duparc, compositeur français (° 21 janvier 1848).
- 1935 : Auguste Escoffier, chef cuisinier, restaurateur et auteur culinaire français (° 28 octobre 1846).
- 1942 : Avraham Stern, écrivain et poète polonais fondateur du groupe Lehi (° 23 décembre 1907).
- 1948 : Blanche Delacroix, épouse morganatique de Léopold II, roi des Belges (° 13 mai 1883).
- 1949 : Hassan el-Banna, islamiste égyptien, fondateur des Frères musulmans (° 14 octobre 1906).
- 1954 : Dziga Vertov, réalisateur russe (° 2 janvier 1896).
- 1958 : Douglas Hartree, physicien britannique (° 27 mars 1897).
- 1959 : George Antheil, compositeur américain (° 8 juillet 1900).
- 1960 : Jean-Michel Atlan, peintre français (° 23 janvier 1913).
- 1976 : Sal Mineo, acteur américain (° 10 janvier 1939).
- 1979 : Jean Renoir, réalisateur de cinéma, producteur, scénariste et acteur français (° 15 septembre 1894).
- 1981 : Lev Atamanov, réalisateur russe de films d'animation (° 21 février 1905).
- 1982 : 
  - Gabriel Arout (Gabriel Aroutcheff dit), écrivain, auteur dramatique et traducteur français d'origine russe (° 28 janvier 1909).
  - Victor Jory, acteur canadien (° 23 novembre 1902).
- 1983 : Eubie Blake, pianiste et compositeur de ragtime américain (° 7 février 1887).
- 1984 :
  - Anna Anderson, qui prétendait être la grande duchesse Anastasia Nikolaïevna de Russie (° 18 juin 1901).
  - Julio Cortázar, écrivain argentin (° 26 août 1914).
- 1985 : 
  - Nicholas Colasanto, acteur américain (° 19 janvier 1924).
  - Conrad Detrez, écrivain français d'origine belge (° 1er avril 1937).
- 1988 : Lucie Mitchell, actrice québécoise (° 9 décembre 1911).
- 1989 : Thomas Bernhard, écrivain autrichien (° 9 février 1931).
- 1992 : Roy Slemon (en), maréchal de l'air de l’Aviation royale canadienne (° 7 novembre 1904).
- 1994 : Sue Rodriguez (en), promotrice américaine de l'euthanasie (° 2 août 1950).
- 1995 : un ressortissant iranien dont l'Agence de presse de la République islamique fait état du décès à 140 ans [21] (°C. 1855).
- 1996 : Bob Shaw, écrivain nord-irlandais de science-fiction (° 31 décembre 1931).
- 2000 :
  - Screamin' Jay Hawkins, musicien américain (° 18 juillet 1929).
  - Tom Landry, joueur et entraîneur de football américain (° 11 septembre 1924).
  - Oliver (en) (William Oliver Swofford dit), chanteur américain (° 22 février 1945).
  - Charles Schulz, auteur américain des Peanuts "Snoopy" ou "Charlie Brown" en BD (° 26 novembre 1922).

### XXIesiècle
- 2004 : Pierre Kalck, historien français (° 19 décembre 1924).
- 2005 :
  - Alfred Sirven, protagoniste français de l'affaire Elf (° 6 janvier 1927).
  - Sammi Smith (en), chanteuse et compositrice américaine de musique country (° 5 août 1943).
  - Rafael Vidal, nageur vénézuélien (° 6 janvier 1964).
- 2007 : Eldee Young (en), bassiste américain des groupes Ramsey Lewis Trio et Young-Holt Unlimited (° 7 janvier 1936).
- 2008 : Oscar Brodney, scénariste américain (° 18 février 1907).
- 2009 : Alison Des Forges, historienne américaine (° 20 août 1942).
- 2010 : Nodar Kumaritashvili, lugeur géorgien (° 25 novembre 1988).
- 2011 : 
  - Betty Garrett, actrice américaine (° 23 mai 1919).
  - Kenneth Mars, acteur américain (° 14 avril 1936).
- 2015 : Tomie Ohtake, artiste peintre et sculptrice japonaise (° 21 novembre 1913).
- 2016 : Daniel Prévot, mathématicien, spéléologue et lichénologue français (° 7 avril 1940).
- 2017 :
  - Sam Arday, footballeur et entraîneur ghanéen (° 2 novembre 1945).
  - Al Jarreau, chanteur de jazz américain (° 12 mars 1940).
  - Sione Lauaki, joueur de rugby à XV néo-zélandais (° 22 juin 1981).
  - Quentin Moses, joueur de foot U.S. américain (° 18 novembre 1983).
- 2018 :
  - Louise Latham, actrice américaine (° 23 septembre 1922).
  - Françoise Xenakis, romancière et journaliste française (° 27 septembre 1930).
- 2019 :
  - Gordon Banks, footballeur international anglais gardien de but (° 30 décembre 1937).
  - André Francis, animateur de radio, télévision, chroniqueur de jazz, producteur et organisateur français de festivals (° 16 juin 1925).
  - Lyndon LaRouche, homme politique américain (° 8 septembre 1922).
- 2021 : Paolo Isotta, critique musical, journaliste et écrivain italien (° 18 octobre 1950).
- 2022 : Mireille Delmas-Marty, juriste française au Collège de France, académicienne en Belgique et à Paris (° 10 mai 1941).
- 2024 : 
  - Henk Bos, historien des mathématiques néerlandais (° 17 juillet 1940).
  - Paul-Siméon Ahouanan Djro, archevêque ivoirien (° 19 décembre 1952).
  - Jacques Ghestin, professeur de droit français (° 3 mai 1931).
  - Mounir Hamoud, footballeur marocain puis norvégien (° 1er février 1985).
  - Ugo Intini, homme politique italien (° 30 juin 1941).
  - Rudolf Jansen, pianiste néerlandais (° 19 janvier 1940).
  - Sam Mercer, producteur américain (° 15 janvier 1955).
- 2025 : 
  - Ana Ambrazienė, athlète de haies soviétique puis lituanien (° 14 avril 1955).
  - Niké Arrighi, actrice, peintre et graveuse française (° 9 mars 1944).
  - Richard Dindo, documentariste suisse (° 5 juin 1944).
  - Ali Gagarine, footballeur soudanais (° 1er avril 1949).
  - Tommy Hunt, chanteur de soul et R&B américain (° 18 juin 1933).
  - Jimi Mbaye, guitariste, auteur, compositeur et chanteur sénégalais (° 1957).

## Célébrations

### Internationales et nationales
- Nations unies : journée internationale contre l'utilisation d'enfants soldats dite aussi de la Main rouge[22].
- Journée Darwin rendant hommage à la vie et aux découvertes de Charles Darwin né ce jour en 1809 (plus haut).
- Date possible pour le début du nouvel an asiatique entre 20 janvier et 20 février au gré de la Lune.

- Birmanie : union day[23] ou jour de l'union célébrant l'« accord de Panglong » conclu en 1947 à l'issue de la seconde conférence de Panglong ci-avant aussi.
- États-Unis d'Amérique :
  - Lincoln's Birthday (en), fête légale de l'anniversaire de naissance d'Abraham Lincoln célébrée depuis 1874 en souvenir de sa naissance ce jour de 1809 également.
  - National Freedom to Marry Day (en) ou journée nationale de la liberté de mariage, fête non officielle lancée en 1999 par l'association de défense du droit au mariage homosexuel Lambda Legal (en).
  - Georgia Day (en) ou jour de la Géorgie commémorant l'arrivée des premiers colons par le navire Anne en 1733.
- Venezuela : día de la juventud[24] ou jour de la jeunesse.

### Religieuses
- Christianisme : fête au monastère d'Iveron de l'icône de Notre-Dame Porte du Ciel Portaïtissa de la Sainte Vierge Marie (supposée avoir vécu à cheval sur les actuels 1ers siècles avant, (pendant) et après les naissance et mort terrestre de son fils dit J.-C.).

### Saints des Églises chrétiennes

#### Saints des Églises catholiques et orthodoxes
Saints des Églises catholiques et orthodoxes :
- Æthilwald ou Ethilwald († 737 ou 740), évêque de Lindisfarne.
- Antoine II Cauléas († 901), patriarche de Constantinople.
- Benoît d'Aniane († 821), bénédictin.
- Damien d'Afrique (it) († ?), soldat romain martyr à Alexandrie.
- Eulalie de Barcelone († 304), vierge et martyre à Barcelone.
- Gaudence de Vérone († 465), 15e évêque de Vérone.
- Saturnin, Hilarion, et cinquante autres chrétiens, martyrs à Abitène, près de Medjez el-Bab / Membrassa († 304).
- Julien l'Hospitalier († ?), personnage légendaire.
- Mélèce Ier († 382), patriarche d'Antioche.
- Riok de Camaret († VIIe siècle), ermite en Bretagne.

#### Saints et bienheureux des Églises catholiques
Saints et bienheureux des Églises catholiques :
- Antoine de Saxe, Grégoire de Tragurio, Nicolas de Hongrie, Thomas de Foligno († 1369), franciscains martyrs à Widden.
- George Haydock († 1584), Thomas Hemerford, Jacques Fenn, Jean Nutter, Jean Munden, bienheureux prêtres anglais martyrs.
- Goslin († 1053), abbé de "San Solutore" près de Turin.
- Ludan ou Luden († 1202), pèlerin, fils d'un duc d'Écosse.
- Ombeline de Jully († 1135), bienheureuse religieuse cistercienne, sœur de saint Bernard de Clairvaux.
- Réginald de Saint-Gilles († 1220), bienheureux religieux dominicain français.
- Paul de Barletta († 1580), augustin.

#### Saints orthodoxes,aux dates parfois"juliennes"ou orientales
Saints des Églises orthodoxes :
- Alexis († 1378), Alexis de Moscou, métropolite, thaumaturge, traducteur des évangiles en russe.
- Christos le Jardinier (el) († 1748) (Άγιος Χρήστος ο Κηπουρός), originaire d'Albanie (Shën Krishti Kopshtar / Shën Kristo Kopshtari), néo-martyr à Constantinople.
- Luc († 1277), Luc de Jérusalem, martyr (fête majeure les 18 octobre).

### Prénoms du jour[Où?]
Bonne fête aux Félix et Felicia, Félicia (mais sainte-Félicité célébrée les 7 mars par l'Église catholique, et les 1er février par l'Église d'Orient).
Et aussi aux :
- Hilarion,
- Marine (voir aussi les 1er janvier et 15 août),
- aux Mélitios et ses variantes ou dérivés : Mélissa, Mélissande, Mélina, Méline, Mélis, Mélisande, Mélisandre, Mélissane, Mélisse, Melita, Melle, Millicent, Mollissa, Mylissa, etc.
- Aux Ombeline et ses variantes : Hombeline, Humbeline, Obéline ;
- aux Saturnin et ses variantes ou dérivés : Sernin, Sorlin ;
- aux Victoire et ses variantes ou dérivés : Vic, Vicki, Vickie, Vicky, Victoria, Victoriane, Victorine, Viktoria, Vittoria, etc.

## Traditions et superstitions

### Dictons
- « À la sainte-Eulalie, pensées et myosotis sont fleuris. »[27]
- « Au 12 février, soleil clair, encore 40 jours d'hiver. »[28]
- « Beau temps à la sainte-Eulalie, pommes et cidres à la folie. »[29]
- « Saint Julien brise la glace, s'il ne la brise, c'est qu'il l'embrasse. »[30]
- « Si le jour de la sainte-Eulalie les pommiers sont couverts de neige, il y aura des pommes à pleine aire. »[31]
- « Si le soleil luit à sainte-Eulalie, pommes et cidre (ou pommes et poires) à la folie. »[32]
- « Soleil qui rit pour Sainte Eulalie fait des pommes et des prunes mais pas de vin. »[33]
- « Vers sainte-Eulalie, souvent temps varie. »[34]

### Astrologie
- Signe du zodiaque : 23e jour du signe astrologique du Verseau.

## Toponymie
- Plusieurs voies, places, sites ou édifices, de pays ou provinces francophones contiennent la date du jour dans leur nom : voir Douze-Février .